# The Offence
The Offence is een Brits-Amerikaanse misdaadfilm uit 1972 onder regie van Sidney Lumet. In Nederland werd de film destijds uitgebracht onder de titel Het vergrijp.

## Verhaal
Rechercheur Johnson werkt al twintig jaar bij de politie. Als hij een man aan de tand voelt, die van het mishandelen van jonge meisjes wordt verdacht, verliest hij zijn zelfbeheersing. Hij begint de man zwaar te mishandelen tijdens het verhoor. Daarbij wordt duidelijk dat hij er geestelijk even erg aan toe is als de daders van de zaken die hij al die jaren heeft onderzocht.

## Rolverdeling
| Acteur          | Personage       |
| --------------- | --------------- |
| Sean Connery    | Johnson         |
| Trevor Howard   | Cartwright      |
| Vivien Merchant | Maureen Johnson |
| Ian Bannen      | Kenneth Baxter  |
| Peter Bowles    | Cameron         |
| Derek Newark    | Frank Jessard   |
| Ronald Radd     | Lawson          |
| John Hallam     | Panton          |
| Richard Moore   | Garrett         |
| Anthony Sagar   | Hill            |
| Maxine Gordon   | Janie Edmonds   |
| Hilda Fenemore  | Vrouw           |
| Rhoda Lewis     | Vrouw           |
| Cynthia Lund    | Kind            |
| Howard Goorney  | Lambert         |